# Place du Marché (Lviv)
La place du Marché ou place Rynok (en ukrainien : Площа Ринок ; en polonais : Rynek we Lwowie) est la place centrale de la ville de Lviv, en Ukraine. Selon des données archéologiques, la place aurait été planifiée dans la seconde moitié du XIIIe siècle, sous le règne du prince Léon Ier de Galicie[réf. nécessaire]. Cependant, il existe une longue tradition de datation ultérieure de l'émergence de la place, associée aux activités du roi polonais Casimir III de Pologne.

## Description
La place est de forme rectangulaire, avec des dimensions de 142 mètres sur 129 mètres et avec deux rues qui partent de chaque coin. Au milieu se trouvait une rangée de maisons, dont le mur sud était constitué par l'hôtel de ville. Cependant, lorsqu'en 1825 la tour de l'hôtel de ville a brûlé, toutes les maisons adjacentes ont été démolies et un nouvel hôtel, avec une tour de 65 mètres, a été construit en 1835 par les architectes Joseph Markl (uk) et Frans Trescher (uk).

### lieux d'intérêt

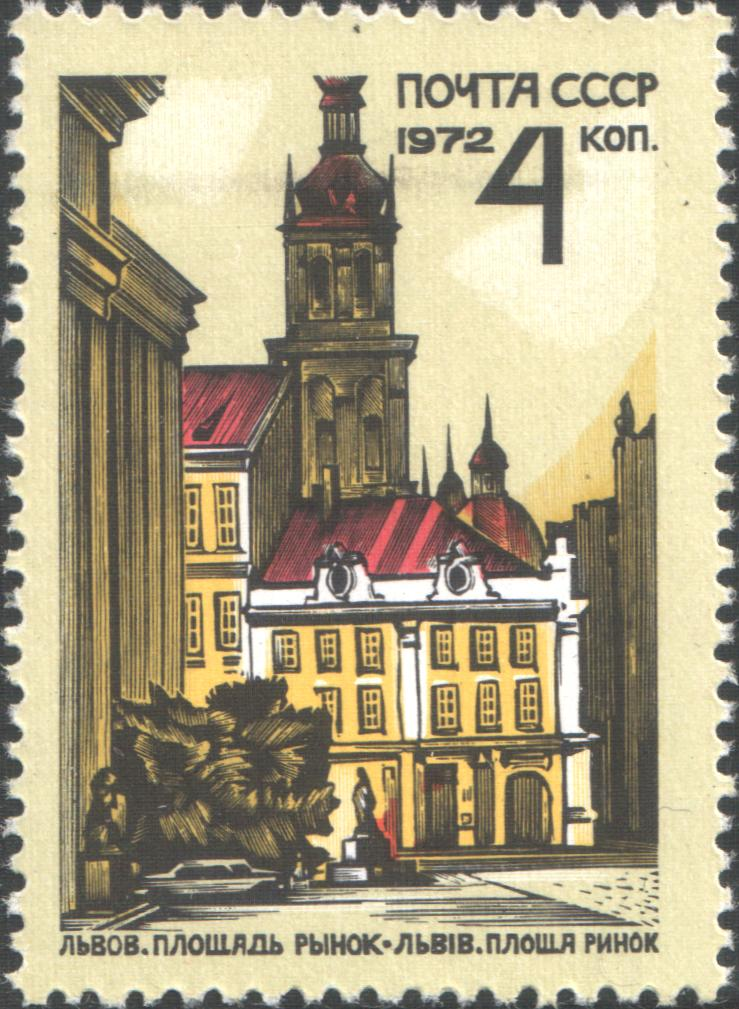
Sur un timbre de 1972.

Autour de la place, il y a 44 maisons à étages, qui représentent plusieurs styles architecturaux, de la Renaissance au modernisme. Aux quatre coins, on trouve des fontaines-puits datant de 1793, probablement conçues par Hartman Witwer (pl). Les sculptures représentent quatre figures mythologiques grecques : Neptune, Diane, Amphitrite et Adonis. En 1998, la place du marché, ainsi que le centre historique de la ville de Lviv, ont été reconnus comme patrimoine mondial de l'UNESCO. On retrouve le musée des uniformes militaires ukrainiens au 40, ainsi que le palais Bandinelli et l'hôtel de ville de Lviv.

## En images

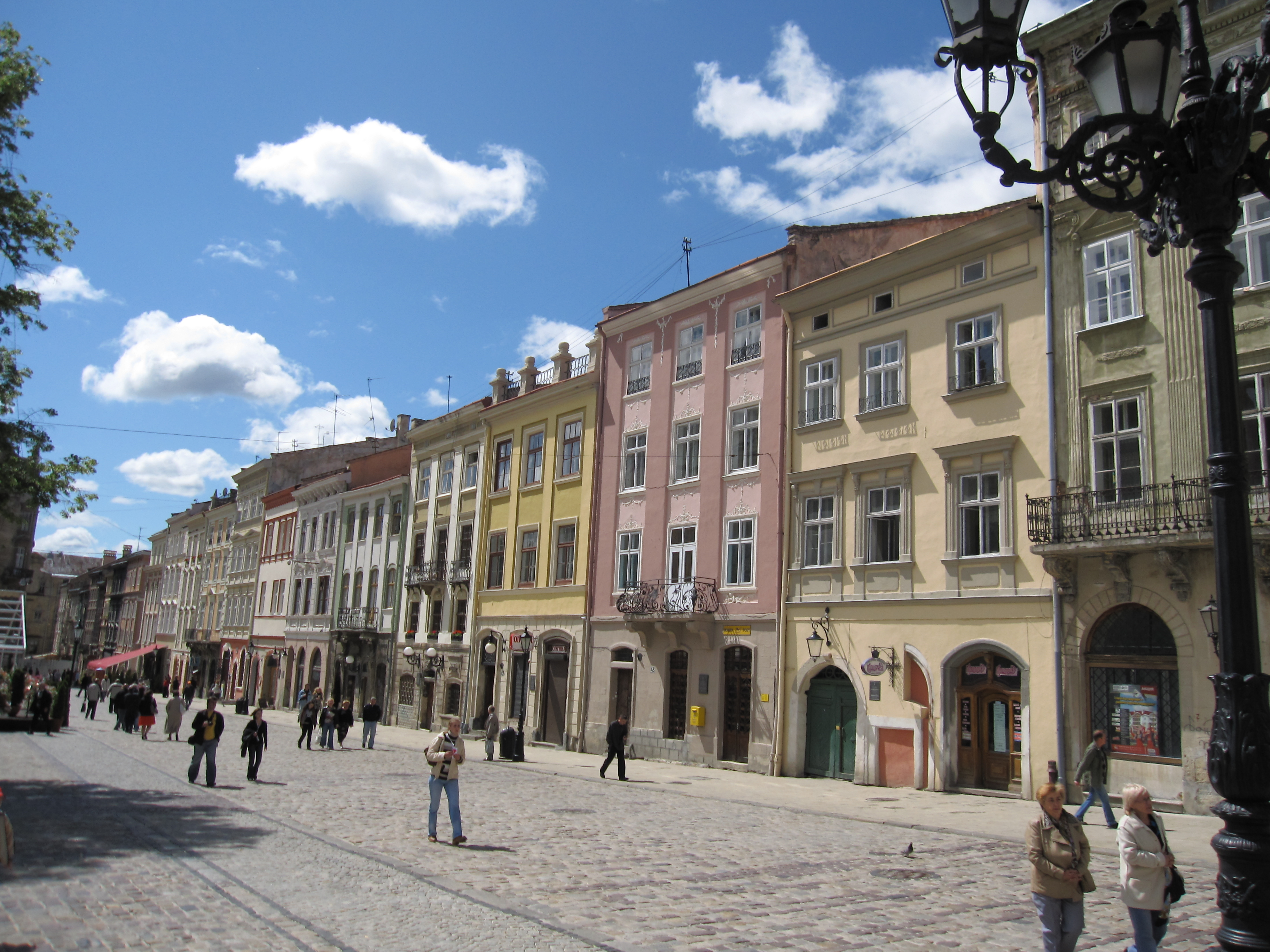
Vue de la place
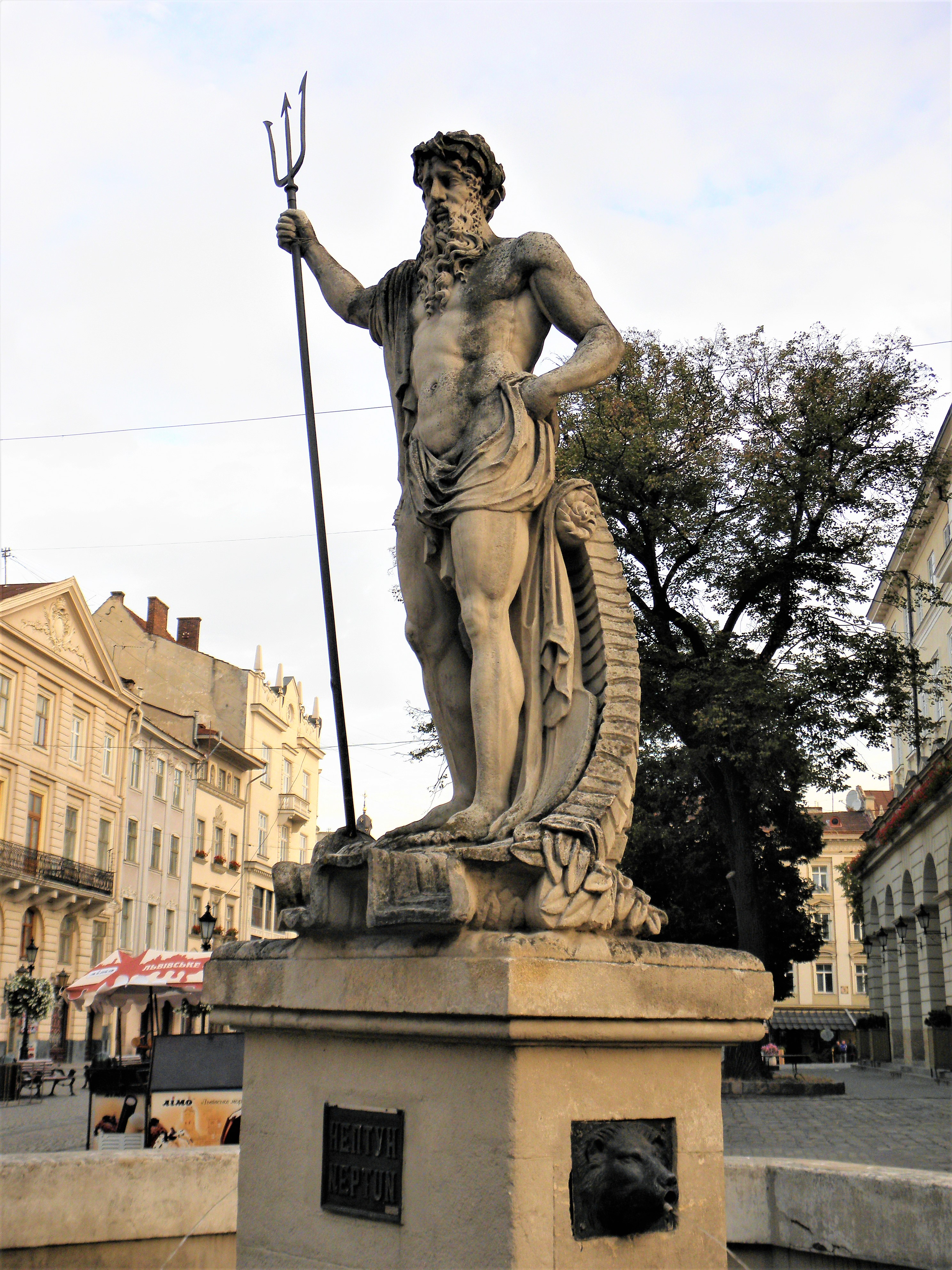
statue de Neptune, classée
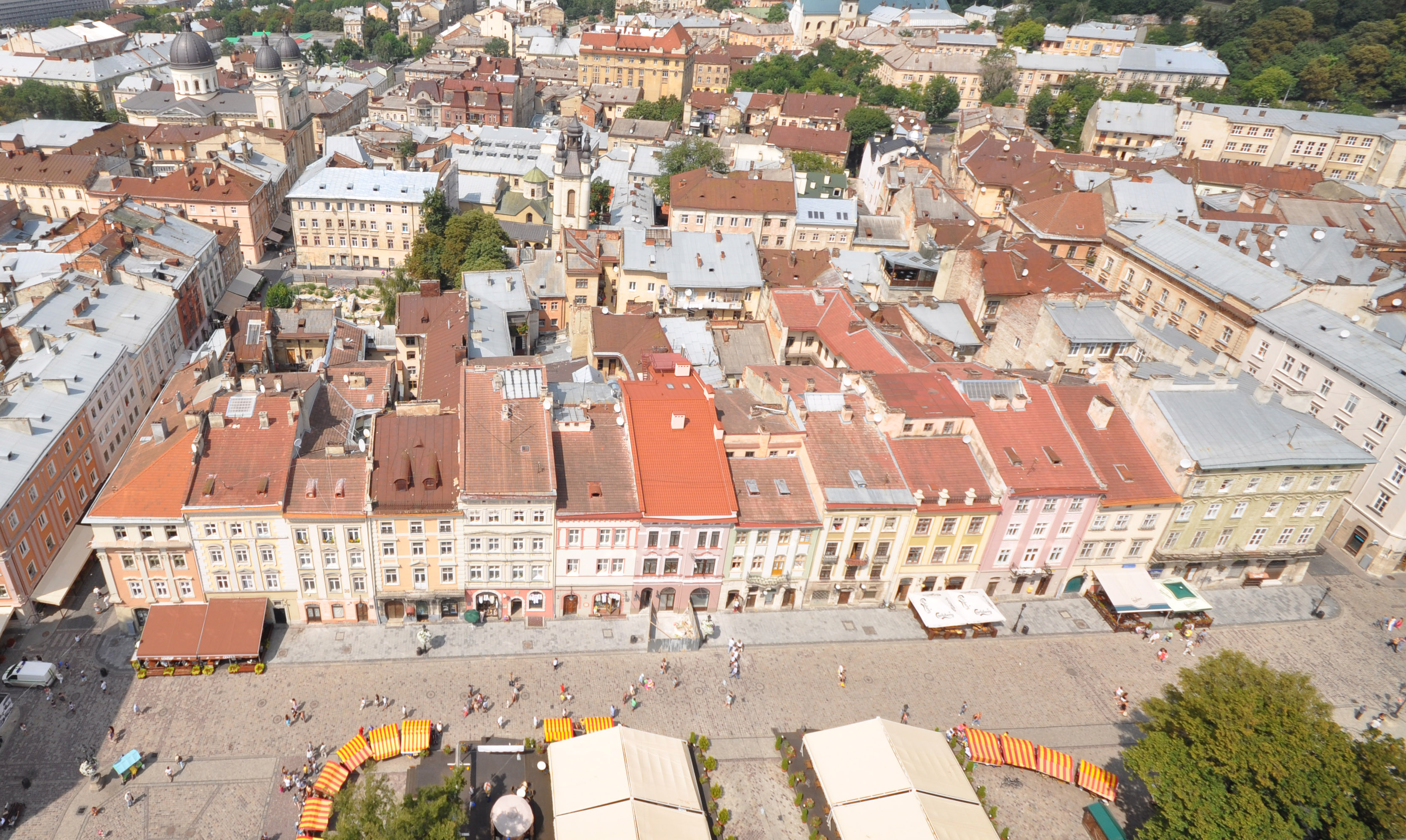
Vue aérienne
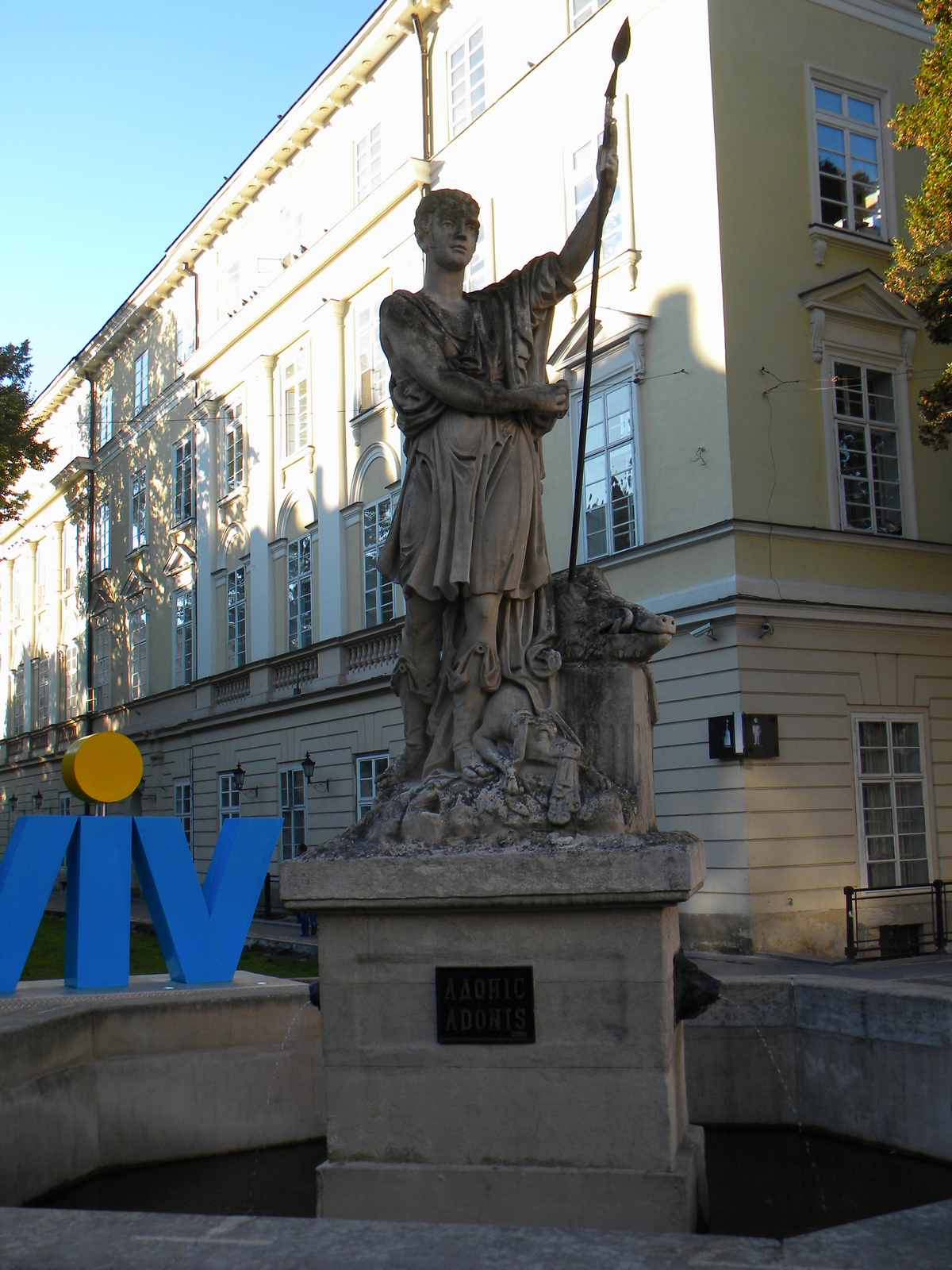
statue d'Adonis, classée
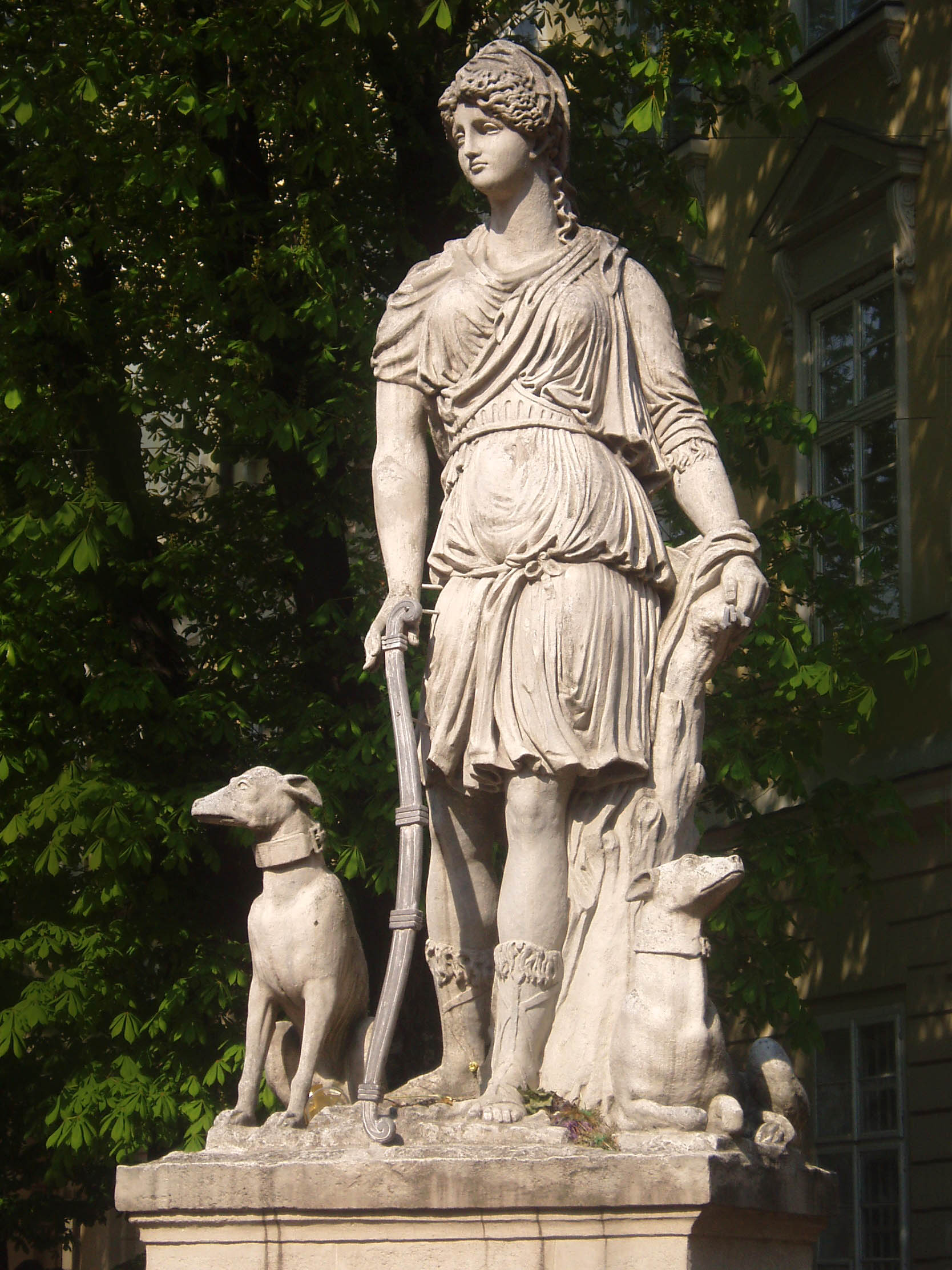
statue de Diane, classée
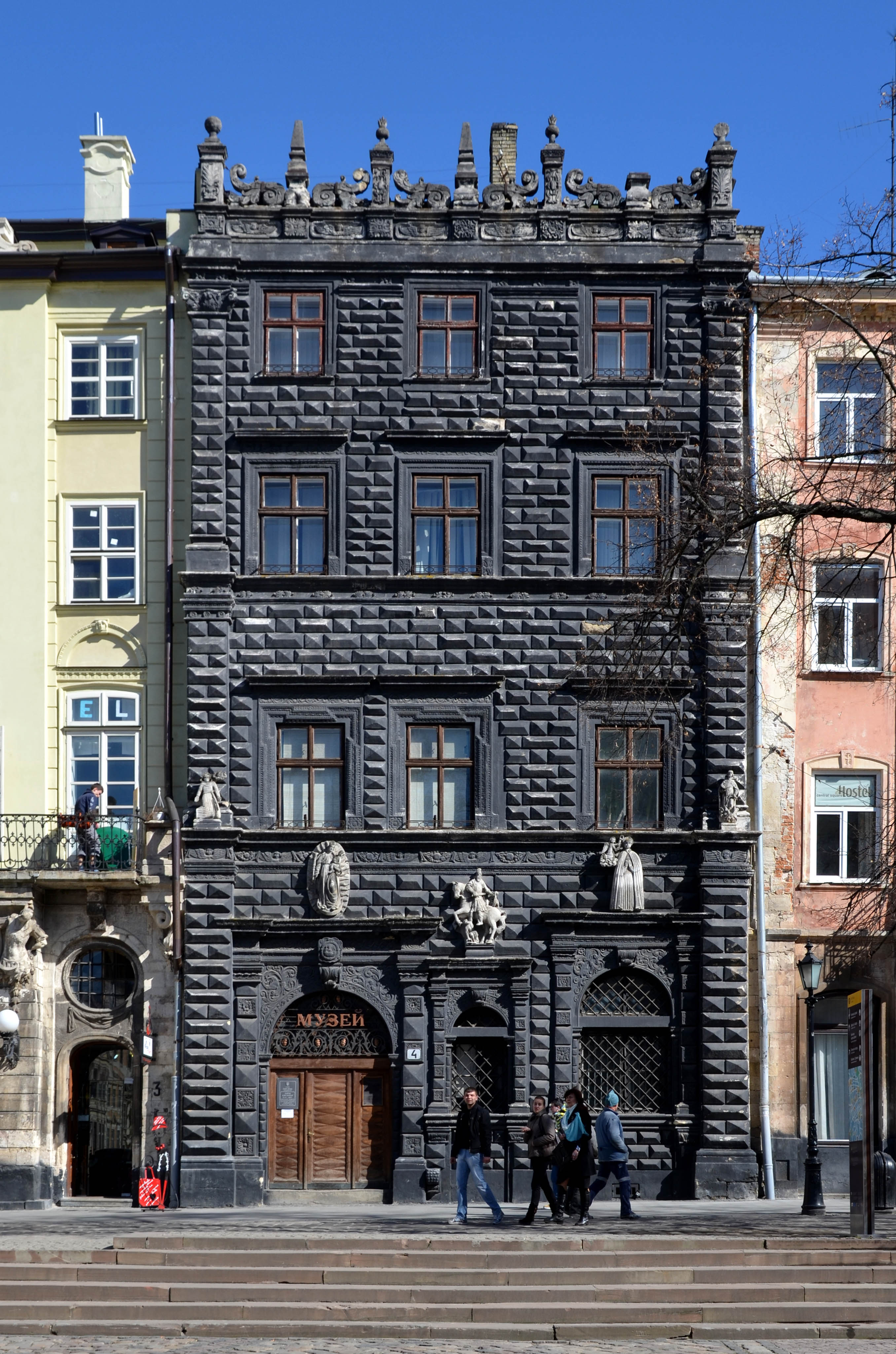
La Maison noire du musée
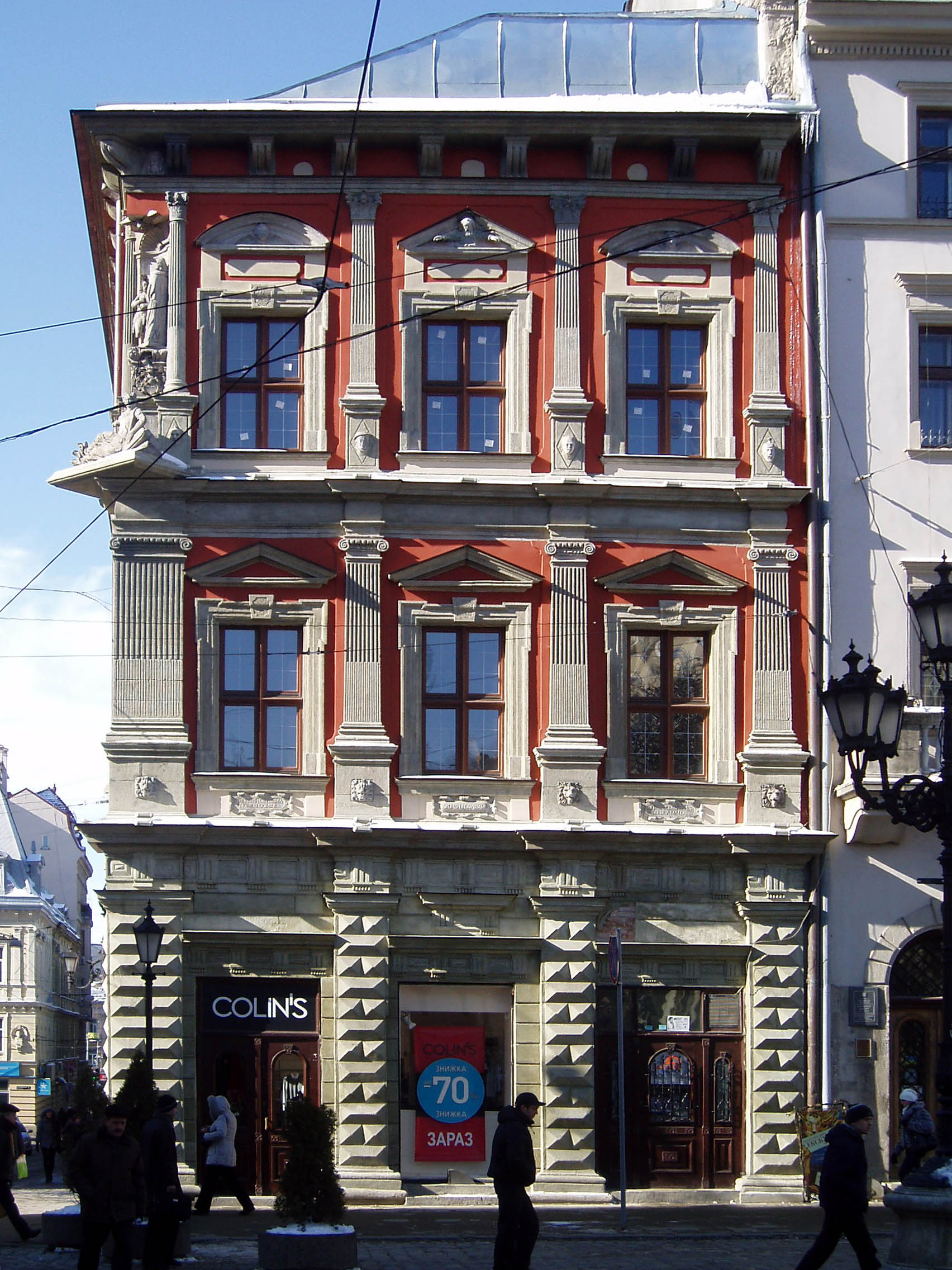
La Maison Scholz-Wolf (uk)
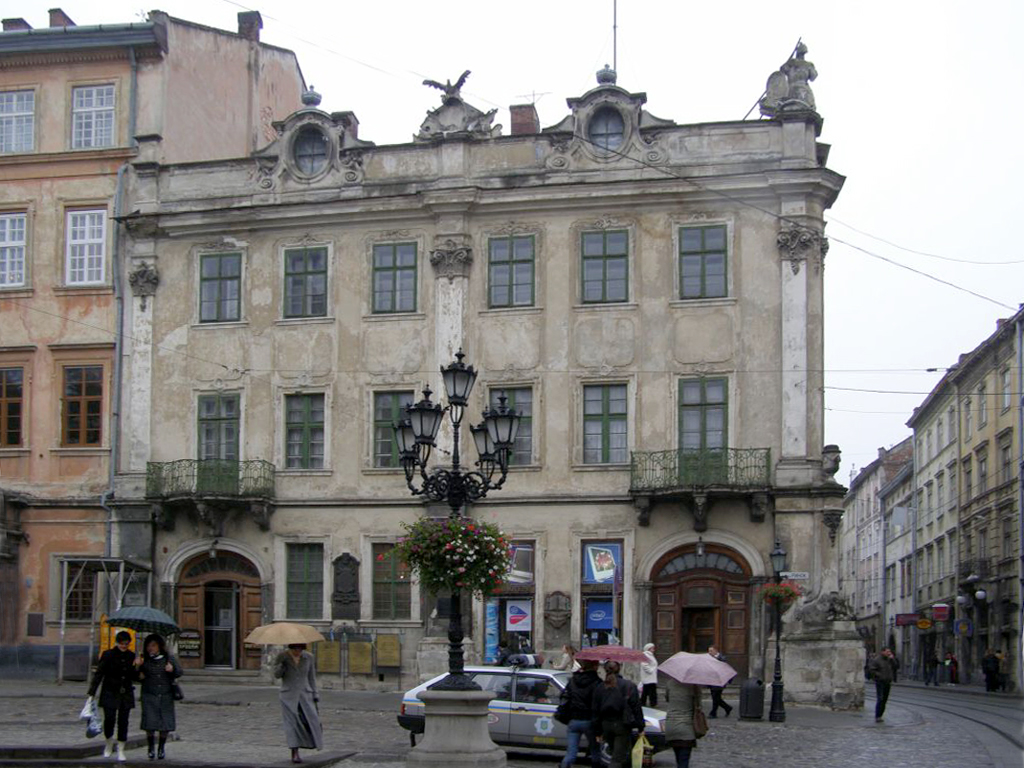
Le palais Lubomirski, classé[6].
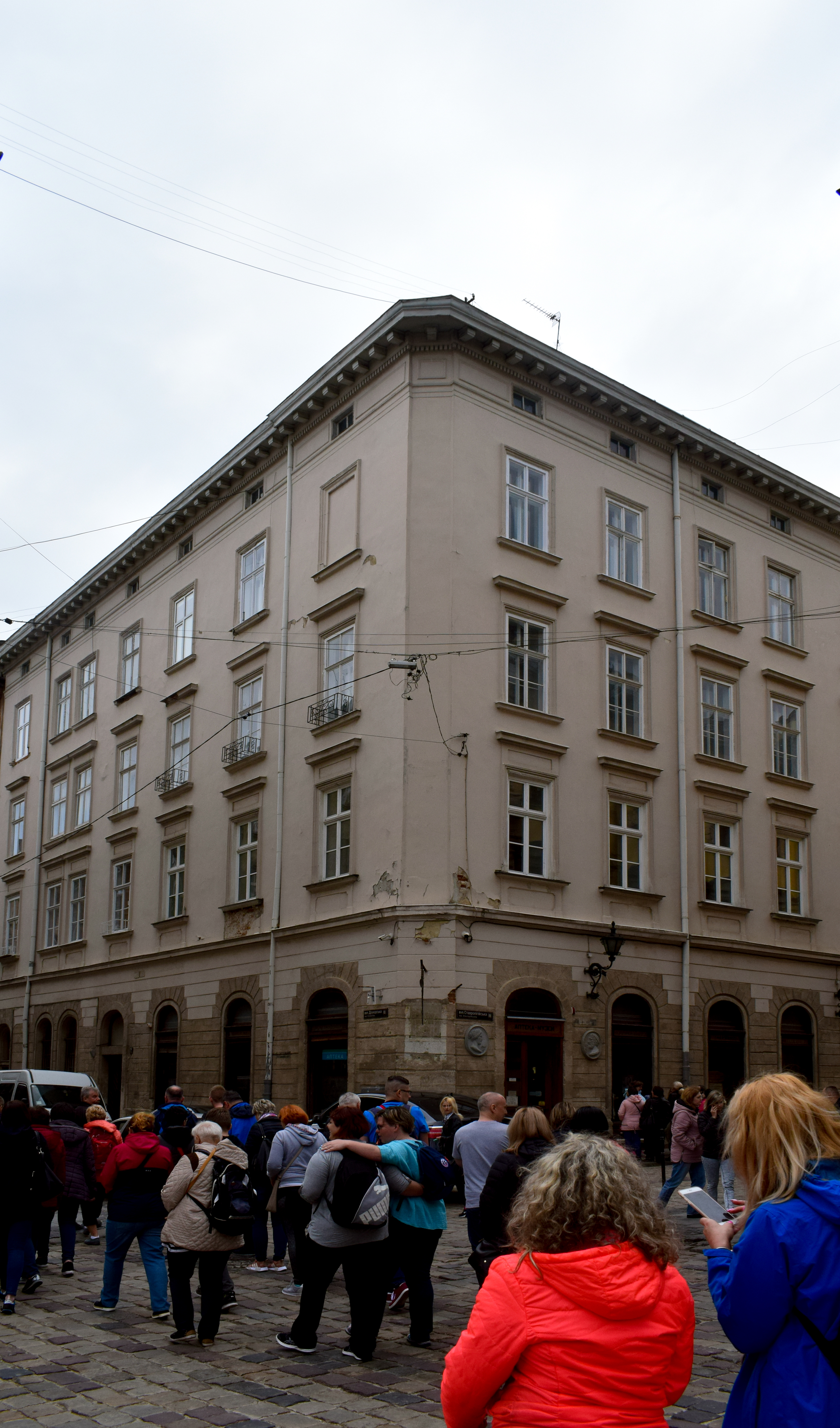
Musée de la pharmacie de Lviv.